# سیلم (هملت)، نیویورک
سیلم (به انگلیسی: Salem) یک منطقهٔ مسکونی در ایالات متحده آمریکا است که در Salem واقع شده‌است. سیلم ۹۴۶ نفر جمعیت دارد.